# Leanchoilia
Leanchoilia là một chi động vật chân đốt arachnomorph bốn mắt từ trầm tích kỷ Cambri thuộc Burgess Shale ở Canada và hệ sinh vật Chengjiang của Trung Quốc. Nó dài khoảng 5 cm và có râu xúc giác giống như roi dài gắn trên phần phụ giống cách tay phía trước. Cơ quan nội tạng của nó đôi khi được bảo quản trong các chất nền.